# Féodor Atkine

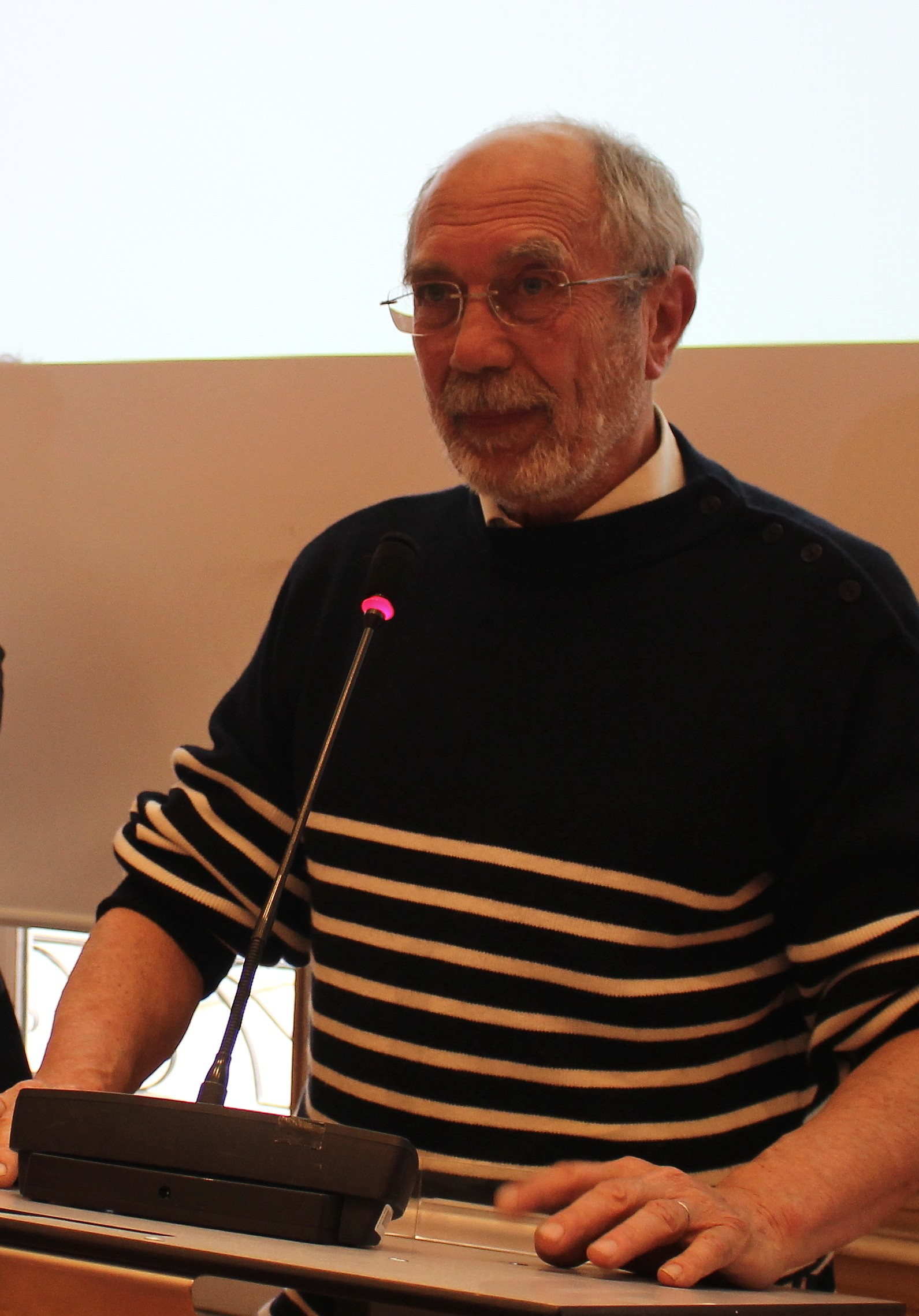
Féodor Atkine (2015)

Féodor Atkine (* 27. Februar 1948 in Paris) ist ein französischer Schauspieler.

## Leben
Atkine hat väterlicherseits russische Wurzeln. Seine Kindheit verbrachte er in Lateinamerika. Er begann seine Kinolaufbahn in den frühen 1970er Jahren, als er für Les petits enfants d'Attila erstmals eine Rolle übernahm. Von da an stand er regelmäßig vor der Kamera: Bis heute vergeht kaum ein Jahr, in dem er nicht in mindestens einem Kinofilm oder einer Serie im Fernsehen mitwirkt. Nicht selten verkörpert er dabei Russen oder wegen seines ausgeprägten Charakterkopfes eigenwillige Charaktere. Zu den zahlreichen Filmen mit seiner Mitwirkung, darunter viele internationale Produktionen, zählen bekannte wie Die letzte Nacht des Boris Gruschenko von Woody Allen. In der jüngeren Zeit wurde Atkine von Oliver Stone unter anderem für Alexander, einen der bekanntesten Filme mit seiner Mitwirkung nach der Jahrtausendwende, engagiert.
Wegen seiner markanten Stimme ist Atkine in Frankreich ein gefragter Sprecher für Hörbücher und Radioproduktionen sowie ein bekannter Synchronsprecher. So ist er die französische Stimme von Dr. House.
Der ausgebildete Theaterschauspieler begann bereits vor seiner Filmkarriere eine Bühnenlaufbahn und steht auch nach der Jahrtausendwende regelmäßig auf der Bühne.

## Filmografie (Auswahl)
- 1972: Les petits enfants d’Attila
- 1973: Le monde était plein de couleurs
- 1973: Der Schakal (The Day of the Jackal)
- 1974: La bonzesse
- 1974: Comment réussir… quand on est con et pleurnichard
- 1975: Une Suédoise à Paris (Fernsehserie, Folge 1x01)
- 1975: La route
- 1975: Die letzte Nacht des Boris Gruschenko (Love and Death)
- 1976: Les conquistadores
- 1977: Bobby Deerfield
- 1979: Die Schlafmütze (Bête, mais discipliné)
- 1979: Charles und Lucy (Charles et Lucie)
- 1979: Der Polizeikrieg (La guerre des polices)
- 1980: Louis et Réjane (TV)
- 1980: La bande du Rex
- 1980: Killer stellen sich nicht vor (Trois hommes à abattre)
- 1980: Glückwunsch … mal wieder sitzengeblieben (Les sous-doués)
- 1980: Inspektor Loulou – Die Knallschote vom Dienst (Inspecteur la Bavure)
- 1980: Docteur Teyran (TV)
- 1981: Ein Mörder geht vorbei (Un assassin qui passe)
- 1981: Ein jeglicher wird seinen Lohn empfangen… (Les uns et les autres)
- 1982: Le cachot
- 1982: Mit Rose und Revolver (Les brigades du Tigre) (TV-Serie, 1 Folge)
- 1982: Der Schock (Le choc)
- 1982: Cinq et la peau
- 1982: Die schöne Hochzeit (Le beau mariage)
- 1982: Enigma
- 1983: Pauline am Strand (Pauline à la plage)
- 1984: Lace
- 1984: Ave Maria
- 1985: Eine Ehe in Briefen (Leave All Fair)
- 1986: Lola
- 1986: Der Kampf der schwarzen Königin (Sarraounia)
- 1986: Ein Tag in Paris (Suivez mon regard)
- 1986: Werthers unglückliche Liebe (Werther)
- 1986: Verfolgt und gejagt (Nazi Hunter: The Beate Klarsfeld Story) (TV)
- 1987: Der Mönch und die Hexe (Le moine et la sorcière)
- 1987: Rosette cherche une chambre
- 1988: El Dorado – Gier nach Gold (El Dorado)
- 1988: Panther II – Eiskalt wie Feuer (Ne réveillez pas un flic qui dort)
- 1989: Ecstación Central
- 1989: El mar es azul
- 1990: Los ángeles
- 1990: La porte d’or
- 1990: Vincent und Theo (Vincent & Theo)
- 1990: Henry & June
- 1991: Blue Note (La note bleue)
- 1991: The Party – Nature Morte
- 1991: High Heels (Tacones lejanos)
- 1992: Luz negra
- 1993: Hängende Gärten (Jardines colgantes)
- 1993: Arène
- 1993: Nur der Hauch eines Zweifels (L’ombre du doute)
- 1993: Punto di fuga
- 1993: Aktion Mutante (Acción mutante)
- 1994: H’Biba M’Sika
- 1995: Le femme et les enfants d’abord (TV)
- 1995: Alfred
- 1995: Hippolytes Fest (Au petit Marguery)
- 1995: Adorable petite bombe (TV)
- 1995: Nestor Burmas Abenteuer in Paris (Nestor Burma; TV-Serie, 1 Folge)
- 1996: Crime sans témoin (TV)
- 1994–1997: Die Scharfschützen – Todfeinde (Sharpe’s Siege) (TV-Serie, 4 Folgen)
- 1996: Mafia rouge (TV)
- 1996: Adrenalin (TV)
- 1997: Docteur Chance
- 1998: Rouge et mimosa
- 1998: Douche froide
- 1998: Lascars (Fernsehserie)
- 1998: En désespoir de cause (Kurzfilm)
- 1998: Unter Hypnose (Dormez, je le veux!)
- 1998: Ronin
- 1998: Ivar Kreuger
- 1999: Spy Games – Agenten der Nacht (History Is Made at Night)
- 1999: Animal Farm (TV)
- 1999: Eine andere Welt (Du bleu jusqu’en Amérique)
- 1999: Un pur moment de rock’n roll
- 2000: Vatel
- 2000: The Dancer
- 2000: Code: unbekannt (Code inconnu: Récit incomplet de divers voyages)
- 2000: Exit – Die Apokalypse in Dir (Exit)
- 2001: L’illa de l’holandès
- 2002: Je m’appelle
- 2002: El embrujo de Shanghai
- 2002: Semana Santa – Die Bruderschaft des Todes (Semana Santa)
- 2003: Projekt Gamma
- 2004: Big Kiss
- 2004: L’incruste
- 2004: Hypnos
- 2004: Alexander
- 2004: Die Liebenden von Cayenne (Les amants du bagne) (TV)
- 2005: Le syndrome du Carambar (Kurzfilm)
- 2005: E=mc² – Einsteins große Idee (E=mc²) (TV)
- 2005: Liberata
- 2006: Le bénévole
- 2007: Monsieur Max (TV)
- 2007: Die Stille vor Bach
- 2007: Das Geheimnis der Pyramide (Agathe contre Agathe) (TV)
- 2009: Le cœur du sujet (TV)
- 2009: Total Blackout (Blackout) (TV)
- 2009: Louis XV – Der Abstieg eines Königs (Louis XV, le soleil noir)
- 2009: Profiling Paris (Profilage, TV-Serie, 1 Folge)
- 2010: Le frère (Kurzfilm)
- 2010: L’arche de Babel
- 2010: Wilde Wellen – Nichts bleibt verborgen (TV-Miniserie)
- 2010: Small World (Je n’ai rien oublié)
- 2010: Die Säulen der Erde (The Pillars of the Earth) (TV)
- 2012: Mademoiselle Populaire (Populaire)
- 2013: World War Z
- 2013: Die schönen Tage (Les beaux jours)
- 2013: Juliette
- 2014: Der Hof zur Welt (Dans la cour)
- 2015: Antigang
- 2015: Dieses Sommergefühl (Ce sentiment de l‘été)
- 2016: Road Games
- 2018: Die Rückkehr des Helden (Le retour du héros)
- 2022: L’Astronaute
- 2023: Polar Park – Eiskalte Morde (Polar Park, Miniserie, 6 Folgen)
- 2024: Becoming Karl Lagerfeld (Miniserie)
- 2024: Die Rote Königin (Reina Roja, Miniserie, 6 Folgen)

## Auszeichnungen
- 1988: Premios ACE als bester Nebendarsteller für Lola